# Ritratto di Giovanni Carlo Doria a cavallo
Il Ritratto di Giovanni Carlo Doria a cavallo è un dipinto a olio su tela (265 × 188 cm) realizzato nel 1606 dal pittore Peter Paul Rubens.
È conservato nella Galleria Nazionale di Palazzo Spinola di Genova.

## Storia
Il quadro raffigura Giovanni Carlo Doria (1576-1625), figlio del doge Agostino Doria, all'età di trent'anni. Nel 1606 durante il soggiorno genovese di Rubens, che ritrasse anche il padre Agostino, oggi perduto, e la cognata Brigida Spinola Doria, Giovanni Carlo commissionò il dipinto per celebrare l'investitura a cavaliere dell’Ordine di San Giacomo, conferitagli dal re di Spagna Filippo III. La croce rossa di san Giacomo compare nel dipinto sul petto dell'armatura.
Questo dipinto venne messo all'asta nel 1940 a Napoli e, su suggerimento di Benito Mussolini, venne acquistato da Adolf Hitler. Fu restituito all'Italia dopo la fine della seconda guerra mondiale.